# Герб Чуднівського району
Герб Чуднівського району — офіційний символ Чуднівського району, затверджений 20 лютого 2004 р. рішенням сесії районної ради.

## Опис
На золотому щиті з лазуровою вищербленою базою чорний тетерук з розпростертими крилами, срібними очима і червоними чубчиком і дзьобом. На грудях тетерука щиток: на лазуровому полі срібний замок з двома стінозубчатими вежами, над замком виходить рука в срібних обладунках, що тримає срібну шаблю, і супроводжуваний зверху срібними літерами "ЧУДНІВ". Щит обрамлений орнаментальною композицією з листя хмелю, квіток льону, буряка і пшеничного колосся. Щит увінчує золота корона із гербом України.
Автор герба, нині покійний, краєзнавець Гайдаш Юрій Захарович.
Попри те що Чуднівський район ліквідований в 2020 році герб досі використовується Краснопільською громадою та Чуднівською міською асоціацією футболу.